# Марьяновка (Белопольский район)
Марья́новка (укр. Мар'янівка) — село,
Гуриновский сельский совет,
Белопольский район,
Сумская область,
Украина.
Код КОАТУУ — 5920683006. Население по переписи 2001 года составляло 33 человека .

## Географическое положение
Село Марьяновка находится на правом берегу реки Крыга в которую через 1 км впадает река Павловка,
выше по течению на расстоянии в 3 км расположено село Речки,
ниже по течению на расстоянии в 1,5 км расположено село Василевщина.

## Экономика
- Молочно-товарная ферма.